# 円光院 (世田谷区)
円光院（えんこういん）は、東京都世田谷区世田谷にある真言宗豊山派の寺院。詳名は大悲山明王寺円光院。

## 歴史
大悲山明王寺円光院はボロ市通りの入口に位置し、地元の人々から「円光院さん」との呼び名で親しまれている。起源については、16世紀後半の天正年間に円光坊盛尊が開基したとの記録と、開山、開基とも不詳であるとの記録がある。
寺院となる以前、円光院付近は吉良氏の領地であった。吉良氏の領地であった時期、後に円光院となる場所には世田谷城の外郭施設のひとつとして、櫓が建てられていたと言われている。
『新編武蔵風土記稿』によれば、荏原郡世田ヶ谷村の円光院は同じく世田ヶ谷村の勝光院の末寺であり、大悲山明王寺と呼び本堂には不動明王を祀り、南向きに表門があり門を入って左側には閻魔堂があるとしている。
円光院の建物はしばしば強風で倒壊したと伝えられており、天保年間には蜜三和尚が本堂を修理したと伝えられている。明治時代に入り、1879年（明治12年）の教育令の施行後に開設が決定された世田谷区立桜小学校は、円光院の本堂を修理の上、仮校舎として12月1日に開校した。桜小学校は翌1880年（明治13年）4月に本校舎が落成して移転するまで円光院本堂で授業が行われた。
しかし明治時代に入り円光院は衰微して、廃寺となってしまう見通しとなった。しかし檀家からの存続の願いもあり、1893年(明治26年）に再興された。その後1899年（明治32年）に信海大和尚が大改修を行った。

## 境内
敷地内には本堂、客殿、閻魔堂、地蔵堂、そして十一面観音堂が建てられているほか、墓苑、駐車場、休憩所、トイレが整備されている。
地蔵堂と閻魔堂は山門を入って左手にあり、それぞれ水子・子育て地蔵と閻魔十王像が安置されている。
本堂前には宗祖である弘法大師の像が立つ。十一面観音堂は永代供養墓であり100区画の納骨堂が設けられている。
また、門前には桜小学校発祥の地の石碑がある。
境内の豆汽車線路と踏切に、全国初の幼稚園列車「お日さま号」を走らせ、交通ルールやマナーなどを学ばせる場などとされた。

## 文化財
不動明王立像及び二童子立像
不動明王立像は像高65.0センチメートル。二童子立像は矜羯羅童子像が36.9センチメートル、制吒迦童子が36.5センチメートル。三像とも江戸時代の作品で、寄木造、玉眼嵌入。明治初期までは勝国寺に移されていたが、1891年（明治24年）ごろに本院に戻された。
弘法大師坐像
像高40.5センチメートル。江戸時代の作品で、寄木造、玉眼嵌入、彩色。
興教大師坐像
像高43.0センチメートル。江戸時代の作品で、寄木造、玉眼嵌入、彩色。本堂に安置されている。
如意輪観音坐像
像高27.5センチメートル。江戸時代の作品で、寄木造、彫眼、金泥彩。本堂須弥壇背後にある位牌壇に安置されている。
閻魔王坐像
像高43.0センチメートル。江戸時代の作品で、寄木造、玉眼嵌入、彩色。閻魔堂に安置されている。
板碑
阿弥陀丸（現在の弦巻二丁目）から、1902年（明治35年）頃に出土した。2基出土されており、1基は1318年（文保2年）の紀年があり、高さ76.5センチメートル、幅24.5センチメートル、厚さ2.3センチメートル。バクの梵字が彫られている。ほぼ完形である。もう1基は年代不明で、高さ86.5センチメートル、幅29.5センチメートル、厚さ2.3センチメートル。キリークの梵字が彫られている。こちらもほぼ完形だが、2つに折れたものが接着された形で残っている。
供養塔
1741年（元文6年）の供養塔。総高152センチメートル、塔身部114センチメートル。「奉納西国坂東秩父供養塔」の記載がある。
馬頭観音立像
年代不明。総高91センチメートル、塔身部64センチメートル。

## 画像

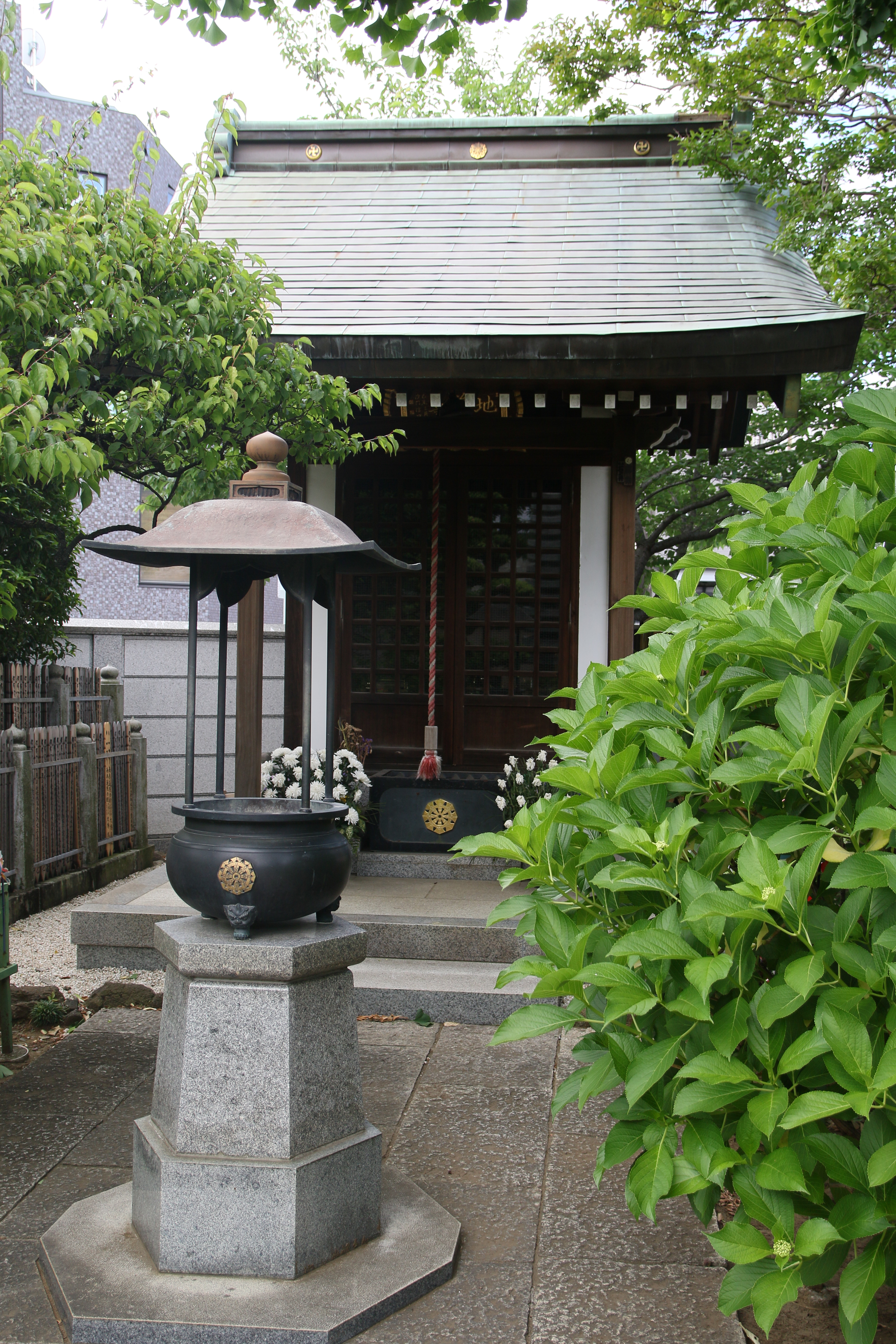
地蔵堂
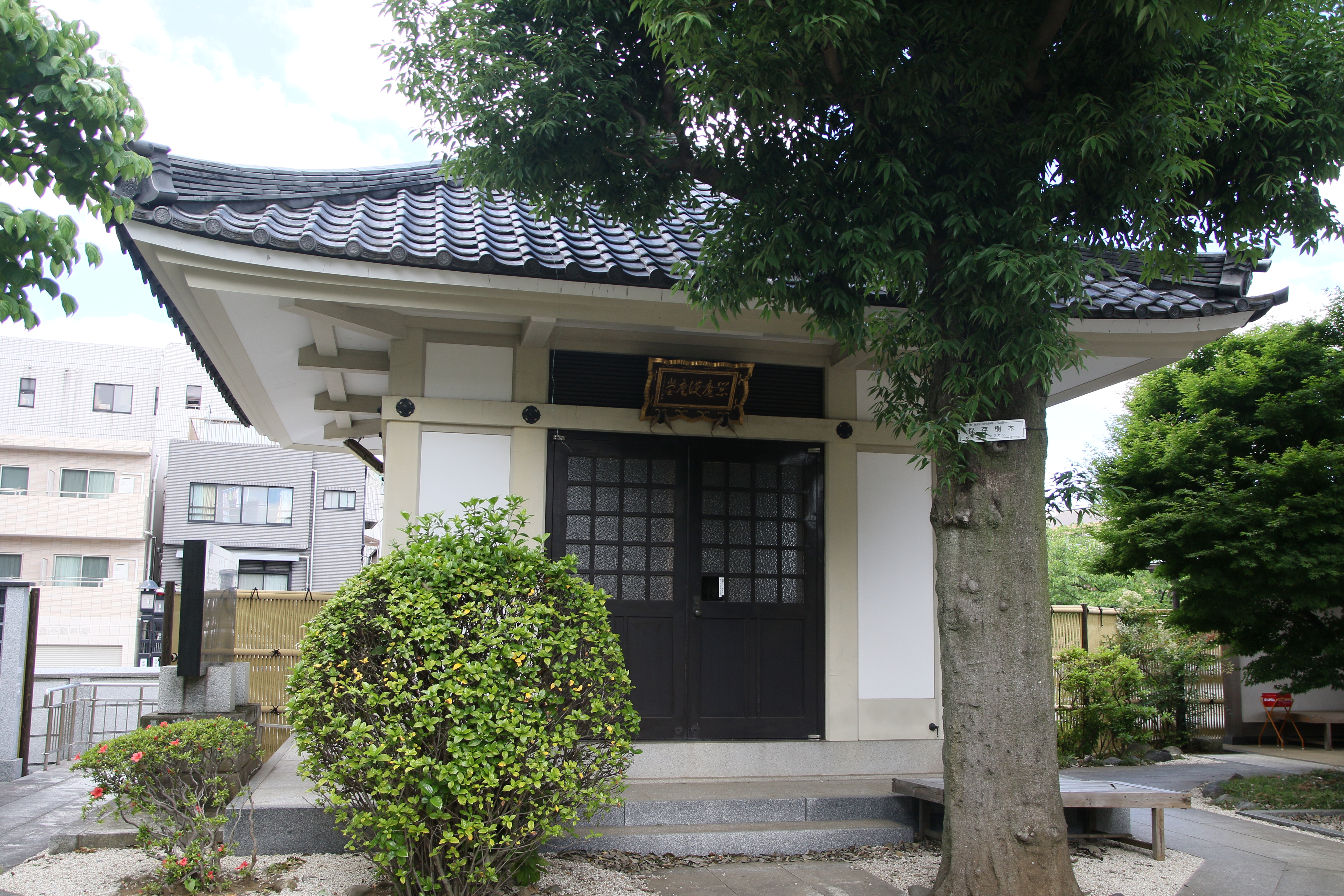
閻魔堂
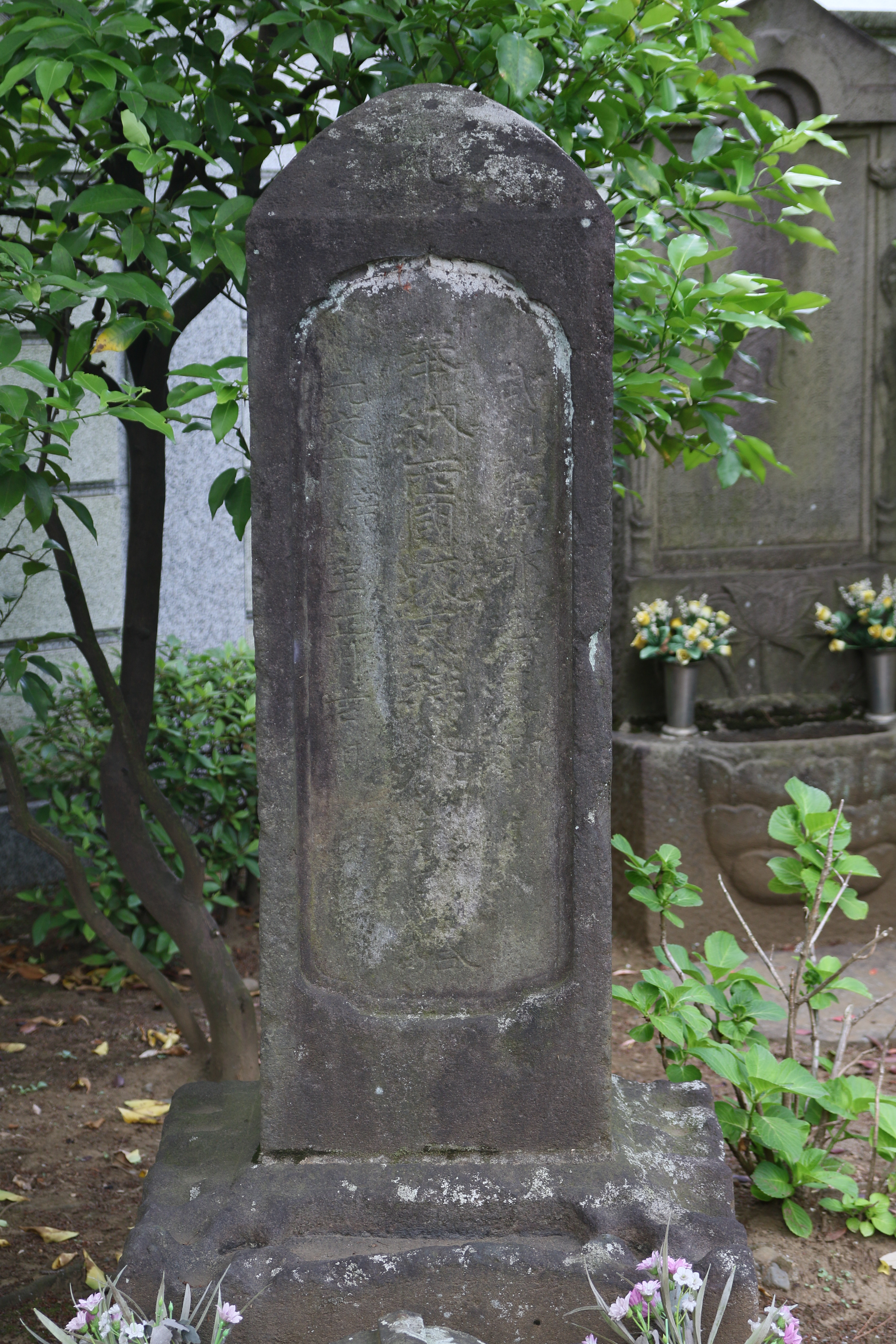
供養塔
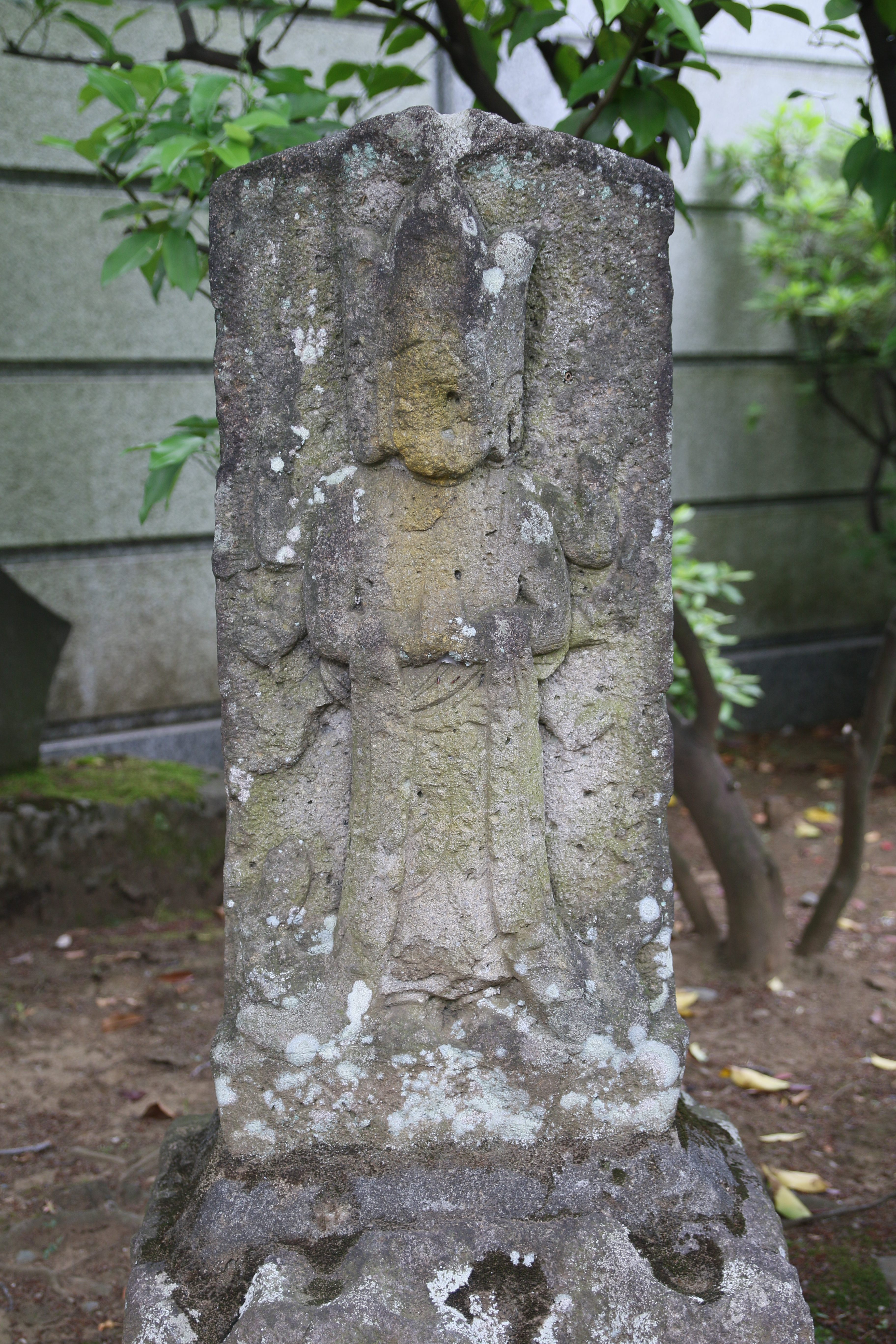
馬頭観音
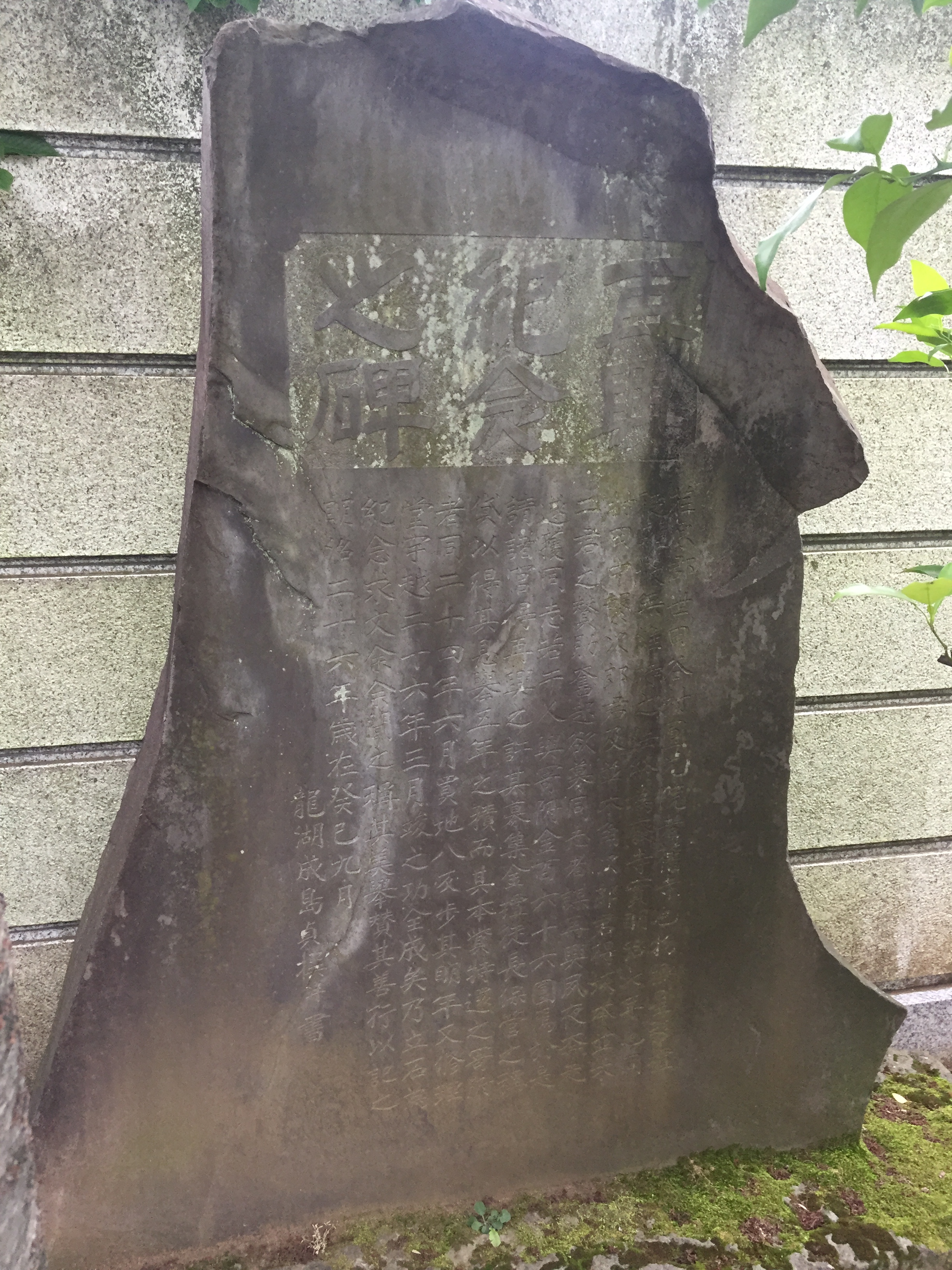
再興記念之碑
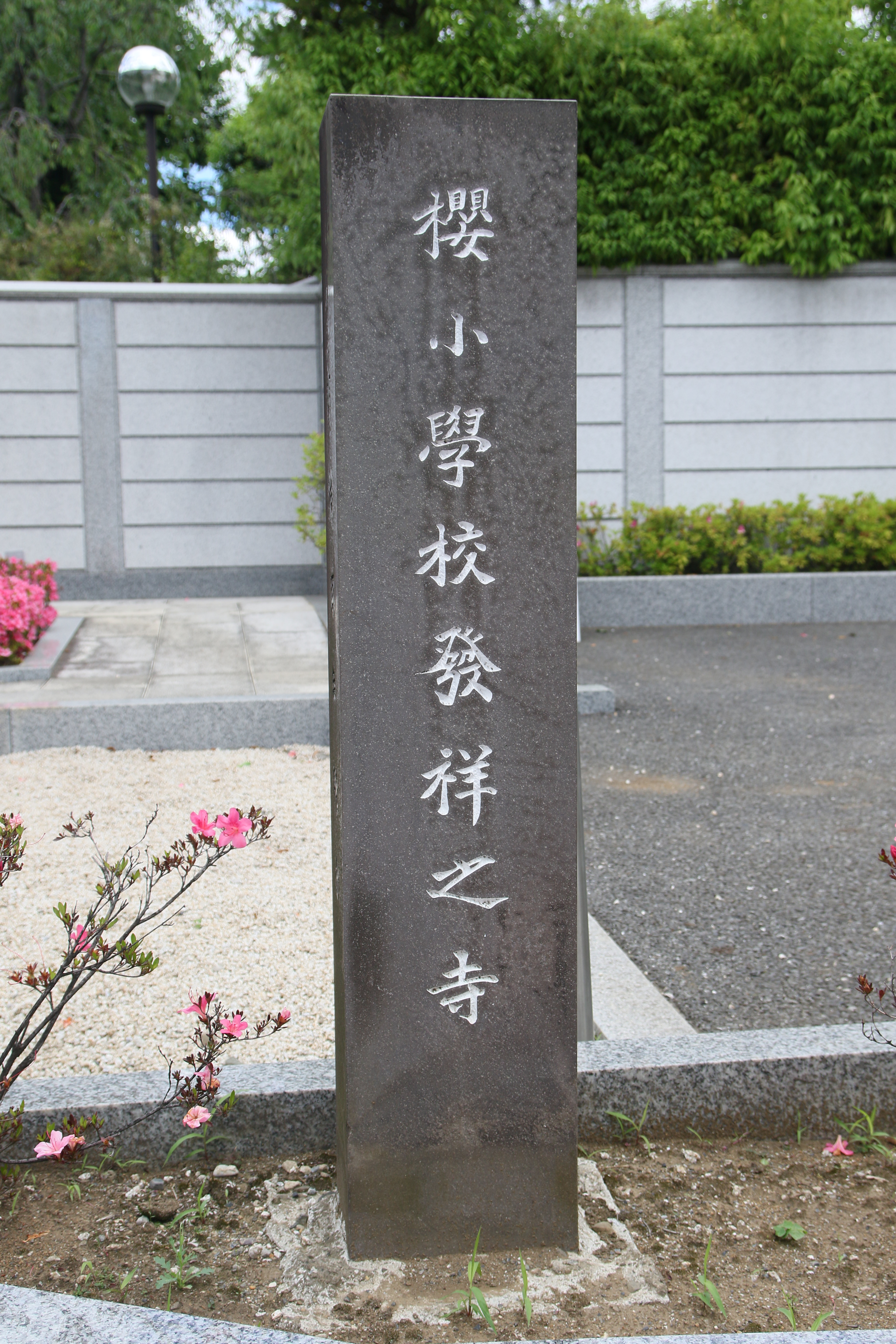
桜小学校発祥之寺

## 交通アクセス
- 鉄道
  - 東急世田谷線世田谷駅 徒歩1分